# Фаровець
Фаровець (словен. Farovec) — поселення в общині Словенська Бистриця, Подравський регіон‎, Словенія.